# Michael V. Gazzo
Michael V. Gazzo, all'anagrafe Michael Vincenzo Gazzo (Hillside, 5 aprile 1923 – Los Angeles, 14 febbraio 1995), è stato un attore, drammaturgo, sceneggiatore e insegnante statunitense di origini italiane.

## Biografia
Attore drammatico e drammaturgo di Broadway, nel 1955 ottenne il suo più grande successo con il dramma Un cappello pieno di pioggia, sulla dipendenza da morfina dei reduci di guerra di Corea. Lo stesso Gazzo co-sceneggiò la versione cinematografica diretta da Fred Zinnemann nel 1957. Fu anche co-sceneggiatore del film La via del male (1958), interpretato da Elvis Presley.
Membro e insegnante dell'Actors Studio, ebbe tra i suoi allievi Debra Winger, Henry Silva e Tony Sirico. Come attore, Gazzo ottenne una candidatura all'Oscar come miglior attore non protagonista per il ruolo di Frank Pentangeli ne Il padrino - Parte II (1974), ma quell'anno vinse Robert De Niro sempre per lo stesso film. In seguito, la sua attività continuò con piccole parti per cinema e televisione.
Morì all'età di 71 anni, il 14 febbraio 1995, a Los Angeles, colpito da un ictus. Il corpo venne cremato e le sue ceneri sono state tumulate al Westwood Village Memorial Park Cemetery.

## Filmografia parziale

### Cinema
- La sua calda estate (Out of It), regia di Paul Williams (1969)
- La gang che non sapeva sparare (The Gang That Couldn't Shoot Straight), regia di James Goldstone (1971)
- Il padrino - Parte II (The Godfather: Part II), regia di Francis Ford Coppola (1974)
- Crazy Joe, regia di Carlo Lizzani (1974)
- Rapsodia per un killer (Fingers), regia di James Toback (1978)
- Il re degli zingari (King of the Gypsies), regia di Frank Pierson (1978)
- Tiro incrociato (Love and Bullets), regia di Stuart Rosenberg (1979)
- Alligator, regia di Lewis Teague (1980)
- Border Crossing (The Border), regia di Christopher Leitch (1980)
- Il guerriero del ring (Soul and Body), regia di George Bowers (1981)
- Coraggio... fatti ammazzare (Sudden Impact), regia di Clint Eastwood (1983) - cameo non accreditato
- La corsa più pazza d'America n. 2 (Cannonball Run II), regia di Hal Needham (1984)
- Paura su Manhattan (Fear City), regia di Abel Ferrara (1984)
- Cookie, regia di Susan Seidelman (1989)
- Last Action Hero - L'ultimo grande eroe (Last Action Hero), regia di John McTiernan (1993)

### Televisione
- Kojak – serie TV, episodio 3x01 (1975)
- Ellery Queen – serie TV, episodio 1x20 (1976)
- Starsky & Hutch – serie TV, episodio 2x16 (1977)
- Baretta – serie TV, 1 episodio (1977)
- Colombo (Columbo) – serie TV, episodio 7x02 (1978)
- Magnum, P.I. – serie TV, episodio 1x08 (1981)
- Scuola di football (1st & Ten) – serie TV, 9 episodi (1984-1985)
- L.A. Law - Avvocati a Los Angeles (L.A. Law) – serie TV, 1 episodio (1994)

## Doppiatori italiani
Nelle versioni in italiano delle opere in cui ha recitato, Michael V. Gazzo è stato doppiato da:
- Giuseppe Rinaldi ne Il padrino - Parte II
- Mario Milita in Kojak
- Sergio Fiorentini in Ellery Queen
- Alessandro Sperlì in Starsky & Hutch
- Mario Bardella in Border Crossing
- Silvio Noto in Coraggio... fatti ammazzare
- Nino Prester in Last Action Hero - L'ultimo grande eroe
- Giorgio Lopez ne Il padrino - Parte II (ridoppiaggio)

## Riconoscimenti
Premi Oscar 1975 - Candidatura all'Oscar al miglior attore non protagonista per Il padrino - Parte II